# David Sarnoff
David Sarnoff (en bielorruso: Давід Сарноў; Uzliany, 27 de febrero de 1891-Nueva York, 12 de diciembre de 1971) fue un empresario estadounidense y pionero de la radio comercial. Fundó la National Broadcasting Company (NBC) y en la mayor parte de su carrera dirigió la Radio Corporation of America (RCA) desde 1919 hasta su jubilación en 1970.
Construyó un imperio de consumo (en Radio y Televisión) que incluía tanto RCA y NBC, y las convirtió en unas de las mayores empresas del mundo. Fue General de Brigada del Cuerpo de Señales durante la Segunda Guerra Mundial, posteriormente Sarnoff sería conocido como "El General". 
A Sarnoff se le atribuye la ley de Sarnoff, que establece que el valor de una red de difusión es proporcional al número de espectadores.

## Primeros años
David Sarnoff nació en Uzliany, un pequeño pueblo en la zona de Asentamiento del Imperio ruso (en la actual Bielorrusia), y emigró a los Estados Unidos en 1900 adonde con anterioridad se había trasladado su padre. Emigró con su madre, tres hermanos y una hermana a la ciudad de Nueva York en 1900, donde ayudó a mantener a su familia vendiendo periódicos. Sarnoff pasó gran parte de su infancia memorizando la Torá. En 1906, su padre fue incapacitado por la tuberculosis. Él había planeado llevar a cabo una carrera de tiempo completo en el negocio de los periódicos, pero una oportunidad lo llevó a ser Telegrafista Júnior de una empresa cuando su superior le negó una licencia sin sueldo para Rosh Hashaná, se unió a la Marconi Wireless Telegraph Company of America el 30 de septiembre de 1906, y comenzó una carrera de más de sesenta años en las comunicaciones electrónicas.
Durante los siguientes trece años Sarnoff pasó de novato a gerente comercial de la empresa, el aprendizaje acerca de la tecnología y el negocio de las comunicaciones electrónicas en el trabajo y en las bibliotecas. También se desempeñó en las estaciones de Marconi en barcos y puestos en Siasconset, Nantucket y el New York Department Store Wanamaker. En 1911, se instaló y operó el equipo inalámbrico en un barco frente a la caza de focas de Terranova y Labrador, y utilizó la tecnología para transmitir el primer diagnóstico médico a distancia de la nave de médico a un operador de radio en Belle Isle. Al año siguiente, dirigió otros dos operadores en la estación de Wanamaker, en un esfuerzo para confirmar el destino del Titanic. 
En cuanto a la historia del Titanic, algunos medios de comunicación e historiadores se preguntan si Sarnoff estaba manipulando el asunto. Como dice el perfil hecho por el Museo de comunicaciones de radiodifusión, Sarnoff en el momento del incidente del Titanic ya no era un Telegrafista sino un supervisor, además, el evento ocurrió en un domingo, cuando la mayoría de los centros de telégrafos no abrían. 
Durante los próximos dos años, Sarnoff ganó ascensos a inspector jefe y administrador de contratos para una empresa cuyos ingresos aumentaron después de la legislación que aprobó la obligatoriedad de la dotación de personal permanente de las estaciones comerciales de radio de a bordo. Sarnoff también demostró el primer uso de la radio en una línea de ferrocarril, en un tren de la empresa Lackawana entre Binghamton, Nueva York, y Scranton, Pensilvania, Edwin Armstrong observó su demostración "de su receptor regenerativo en la estación de Marconi en Belmar, Nueva Jersey. Sarnoff utilizó un transmisor de arco para demostrar la difusión de la música de la estación de Nueva York Wanamaker.
Esta demostración y la de AT&T en 1915 inspiraron a sus superiores sobre las aplicaciones de las futuras tecnologías de las Telecomunicaciones. En algún momento a finales de 1915 o en 1916 propuso el presidente de la compañía, Edward J. Nally desarrollar la primera empresa comercial de Radio. Nally no aceptó en aquel entonces, debido la Primera Guerra Mundial. A lo largo de los años de guerra, Sarnoff permaneció como supervisor de la empresa de Marconi, incluyendo la supervisión de la fábrica en Roselle Park, New Jersey.

## En la RCA
A diferencia de muchos de los que tenían que ver con las comunicaciones de radio a principios, Sarnoff vio el potencial de la radio como una forma de comunicarse con las masas. Pues una persona (el emisor) podía hablar a muchos (los oyentes).
Cuando Owen D. Young de General Electric compró la compañía de Marconi, la convirtió en la Radio Corporation of America. Sarnoff revivió su propuesta en una larga carta con negocios de la empresa y las perspectivas. Sus superiores en esta ocasión oyeron contribuyendo al creciente auge del radio durante la posguerra, ayudando a organizar la emisión de boxeo entre Jack Dempsey y Georges Carpentier, en julio de 1921, 300.000 personas escucharon la pelea, y la demanda de equipos de radio en casa floreció ese invierno. En la primavera de 1922 la predicción de Sarnoff sobre radiodifusión se había hecho realidad, y durante los próximos dieciocho meses, ganó influencia.
En 1926, RCA compró su primera estación de radio (WEAF, Nueva York) y puso en marcha la National Broadcasting Company (NBC), la primera red de radio nacional de Estados Unidos Sarnoff se volvió presidente de la empresa 4 años más tarde, y dividió RCA y NBC en dos redes, la Roja y la azul. La Red Azul más tarde se convirtió en ABC Radio. 
Sarnoff estableció el estándar de la radiodifusión AM y convirtió la radio en un negocio además de que el radio se convirtió en el elemento estándar de comunicaciones para la mayor parte del siglo XX. Esto fue hasta que la radiodifusión de FM resurgió en la década de 1960 (tras la primera aparición de la FM y la desaparición durante los años 1930 y 1940)

## Pionero de la televisión
Cuando Sarnoff fue puesto a cargo de la radiodifusión en la RCA, pronto reconoció el potencial de la televisión luego de haber robado la idea del joven inventor Philo Taylor Fansworth, es decir, la combinación de imágenes en movimiento con la transmisión electrónica. Los planes para la televisión habían sido propuesto por mucho tiempo (mucho antes de la Primera Guerra Mundial), pero sin resultado práctico. David Sarnoff estaba decidido a llevar a su empresa a ser pionera en el medio y se reunió con el ingeniero Vladímir Zworykin en 1928. En ese momento Zworykin había desarrollado un sistema de televisión totalmente electrónico en Westinghouse. Zworykin lanzó el concepto Sarnoff, asegurando que se lograría un sistema de televisión viable en dos años con una inversión de solo US $ 100.000. Sarnoff decidió financiar la investigación a Zworykin, en su entusiasmo, habían subestimado la duración y la inversión que se haría para lograr su objetivo. Siete años más tarde, a finales de 1935, la fotografía de Zworykin apareció en la portada de la revista comercial de electrónica, celebrando la invención del fotomultiplicador , objeto de una intensa investigación de la RCA en Leningrado, Rusia, este objeto se convertiría en un componente esencial dentro de las cámaras de televisión. La RCA, poco después, demostró un trabajo en un iconoscopio como cámara y el cinescopio como receptor (uno de los primeros tubos de rayos catódicos), los dos componentes clave de todas las Televisiones, a la prensa el 24 de abril de 1936.
La inversión final de la empresa fue de cerca de $ 50 millones. En el camino hacia el éxito hubo una batalla con el joven inventor Philo Farnsworth, a quien se le había concedido patente en 1930 por su solución para la radiodifusión de imágenes en movimiento. Finalmente Sarnoff fue condenado a pagarle 1.000.000 de dólares en concepto de regalías.
En 1929, Sarnoff negoció la compra de la Victor Talking Machine Company , la productora más grande de la nación de fonógrafos, y radio-tocadiscos con su instalaciones en Camden, Nueva Jersey.
Sarnoff fue nombrado presidente de la RCA, el 3 de enero de 1930, reemplazando a James Harbord . El 30 de mayo la empresa participó en una defensa en un asunto relativo al consorcio de patentes sobre la Radio la tenacidad de Sarnoff y la inteligencia fueron capaces de negociar un resultado donde RCA ya no era en parte propiedad de Westinghouse y General Electric, dándole la última palabra en los asuntos de la empresa.
Inicialmente, la Gran Depresión causó a RCA reducir los costos, pero el proyecto de Zworykin fue protegido. Después de nueve años de duro trabajo tenían un sistema comercial listo para su lanzamiento. Por último, en 1939 la televisión en Estados Unidos nació bajo el nombre de la Corporación Nacional de Difusión. El primer programa de televisión salió al aire en la Feria Mundial de Nueva York y fue presentado por el mismo Sarnoff.
La norma aprobada por el National Television System Committee (el NTSC ) en 1941 difiere de la estándar RCA, pero pronto esta compañía se convirtió en el líder del mercado y la NBC se convirtió en la primera red de televisión en los Estados Unidos.
Mientras tanto, un sistema desarrollado por el IME sobre la base de investigación rusa y el trabajo de Zworykin fue adoptada en Gran Bretaña y la BBC se volvió una cadena de televisión regular a partir de 1936. Sin embargo, la Segunda Guerra Mundial puso fin a un crecimiento dinámico del desarrollo de las etapas tempranas de la televisión.

## En la Segunda Guerra Mundial
En el inicio de la Segunda Guerra Mundial, Sarnoff se presenta ante el General Eisenhower como parte del escuadrón de comunicaciones, la organización de señales de radio más amplios para la NBC permitieron transmitir noticias de la invasión de Francia en junio de 1944 . En Francia, Sarnoff preparado para la restauración de la Radio de Francia, supervisó la construcción de un transmisor de radio lo suficientemente potente como para llegar a todas las fuerzas aliadas en Europa, llamada Radio Europa Libre . Gracias a sus habilidades de comunicación y el apoyo que dio a los aliados recibió el grado de General de Brigada en diciembre de 1945.

## Después de la Guerra
Después de la guerra, la producción de televisión monocroma comenzó en serio. La televisión en color fue el siguiente gran desarrollo y la NBC, una vez más ganó la batalla. CBS también tuvo su sistema de televisión en color del sistema electromecánico aprobado por la FCC el 10 de octubre de 1950, sin embargo, Sarnoff presentó una demanda sin éxito en el tribunal de distrito Estados Unidos la suspensión de este sentencia. Posteriormente, hizo un llamamiento a la Corte Suprema que finalmente confirmó la decisión de la FCC. Sarnoff acabó ganando la guerra de colores , y empujó a sus ingenieros para perfeccionar un sistema de televisión en color totalmente electrónico que utiliza una señal de que podrían recibir en conjuntos monocromos existentes. CBS era ahora incapaz de aprovechar el mercado de color, debido a la falta de capacidad de fabricación y sus sistemas que costaban el triple de los conjuntos en blanco y negro. 
A medida que más gente compraba conjuntos RCA, era cada vez más improbable que la CBS podría lograr algún éxito con su sistema incompatible. El NTSC fue reformado y se recomienda un sistema prácticamente idéntico al de la RCA en agosto de 1952. 17 de diciembre de 1953, se aprobó el sistema de la RCA como el nuevo estándar.

## Últimos años
En 1955, Sarnoff recibió la Medalla de Oro de la Asociación 100 años de Nueva York en reconocimiento a contribuciones sobresalientes a la ciudad de Nueva York.
En 1959, Sarnoff era un miembro de la Fundación Rockefeller Brothers panel que informaba sobre la política exterior de Estados Unidos Como miembro de ese panel y en un ensayo publicado posteriormente en la vida como parte de su " Propósito Nacional", apoyo a los Estados Unidos su lucha contra la guerra política y psicológica que se libraba con la Unión Soviética. Él abogó por una fuerte y multifacética lucha agresiva en la política y la ideología con la determinación de ganar de manera decisiva la Guerra Fría. 
Sarnoff se retiró en 1970, a la edad de 79 años, y murió al año siguiente, a los 80 años. Está enterrado en un mausoleo con un vaso de tubo de vacío-manchado en el Cementerio Valhalla, Nueva York.

## Vida familiar
El 4 de julio de 1917, se casó con Lizette Hermant, la hija de una familia inmigrante francés que se establecieron en el Bronx donde se conocieron, la señora Sarnoff además de los roles convencionales de esposa también fue pionera de la Televisión y la Radio.
La pareja tuvo tres hijos: Robert W. Sarnoff, Edward Sarnoff , y Thomas W. Sarnoff . Robert sucedió a su padre como presidente de la RCA en 1971, y el más joven de estos hijos, Tomás, fue nombrado presidente de la NBC Costa Oeste.
Sarnoff fue tío del guionista Richard Baer, también fue primo de Eugene Lyons, periodista y escritor. Lyon escribió una biografía de Sarnoff.

## Premios y condecoraciones
- Caballero de la Cruz de Lorena (Francia), 1951.
- Compañero de la Resistencia (Francia), 1951.
- Salón de la Fama de Hombres de Negocios en 1975.
- Salón de la fama de las comunicaciones en la división de radio en 1977.
- Salón de la Fama de Radio en 1989.